# Мері Райлі
Мері Райлі — фільм жахів 1996 року.

## Сюжет
Зловісна таємниця доктора Джекіла і містера Гайда. Всю правду про жахливі події, що відбувалися в будинку доктора, достеменно знає лише одна людина — служниця Мері Райлі..